# Dillo a Wally
Dillo a Wally è stato un programma televisivo italiano andato in onda a partire dall'11 novembre 1997 su Italia 1, nella seconda serata del martedì. La conduzione della trasmissione era di Gene Gnocchi, che in questo varietà si presentava al pubblico come "Wally Cometa".

## Il programma
Ideato da Fatma Ruffini e scritto e condotto da Gene Gnocchi nei panni di "Wally Cometa", Dillo a Wally era una parodia dei talk show statunitensi (come il The Jerry Springer Show) che, durante gli anni novanta, dedicavano intere puntate ai cosiddetti "casi umani". È così che Wally Cometa presenta e intervista durante ogni puntata diversi personaggi bizzarri: porno-casalinghe redente, lanciatori di coltelli affetti dal morbo di Parkinson, chierichetti settantenni, toreri spagnoli che per codardia si accaniscono solo sui topi, contadini che a loro insaputa hanno inventato l'"agro-sadomasochismo". I personaggi erano inventati, così come il protagonista dello show, da Gene Gnocchi.
Altra peculiarità dello show era l'interattività con il pubblico in studio, che spesso disturbava il conduttore. Tra di essi si distinguevano un uomo che ogni volta gridava "Vai Wally!" o "Dacci del proibito, Wally!", due anziane signore di Monza, la valletta veneta Maria Teporino, il tecnico audio Aziz che si esprimeva solo in arabo riuscendo a farsi capire solo da Wally e un vecchietto che ricordava sempre a Wally il caso "della Zoppa", un ipotetico caso che rappresentava la pecora nera di ogni talk show in quanto non aveva suscitato l'interesse necessario. Tormentone della trasmissione era "Qual è il tuo problema? Dillo a Wally!", frase ripetuta spesso dal conduttore, come anche altre espressioni, tra cui "Si è sollevato un vespaio!" ed "Entra se senti che te la senti", pronunciata per annunciare i casi. Ad ogni inizio di puntata, Wally era introdotto dalla voce fuori campo di Ivo De Palma che diceva "Amici del proibito, Wally c'è ed è qui con noi. Signore e signori, Wally Cometa!".

### Critiche e successo
La trasmissione ottenne un discreto riscontro da parte della critica televisiva de La Stampa Alessandra Comazzi venendo tuttavia bocciato da Gualtiero Peirce de la Repubblica, che giudicò il programma e altre due novità di Italia 1 della medesima stagione televisiva, Le iene e Ciro, il figlio di Target, "ambizioso e inconsistente". Ottenne comunque un discreto successo di pubblico: la prima puntata, trasmessa l'11 novembre 1997, ottenne 2.389.000 telespettatori con oltre il 12% di share.
Negli anni seguenti il programma è stato riproposto in replica da Happy Channel.